# Jessica Almenäs

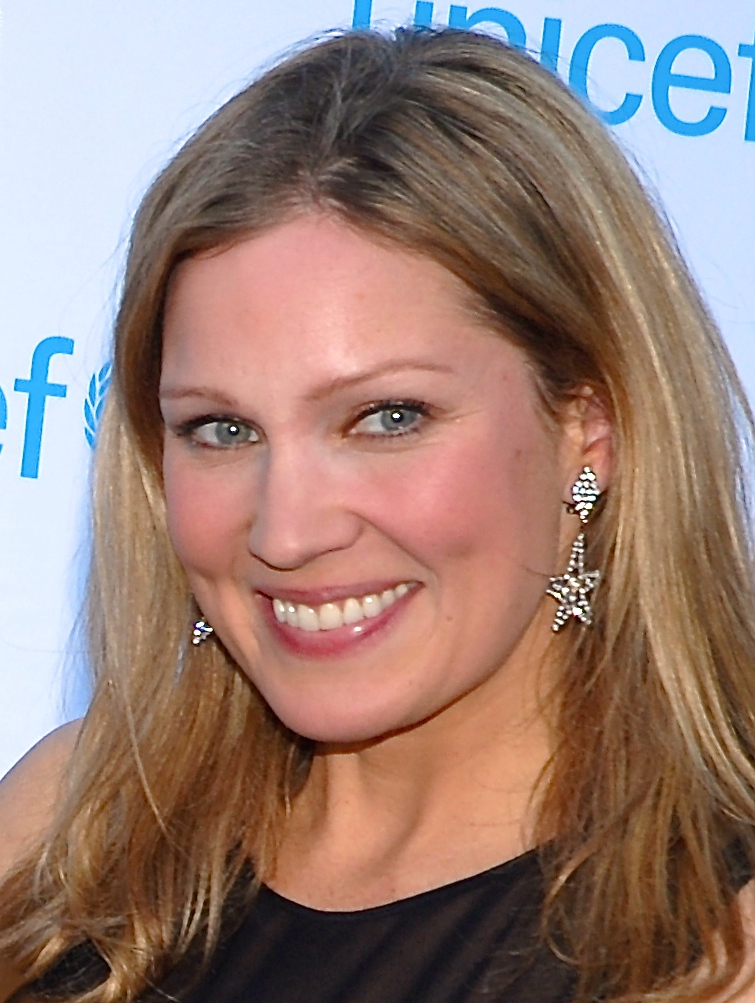
Jessica Almenäs (2012)

Jessica Almenäs (* 16. November 1975 in Jokkmokk) ist eine schwedische Moderatorin und ein ehemaliges Model.

## Karriere
Almenäs hat Medienwissenschaft studiert und ist Moderatorin des schwedischen TV-Senders TV4. Aktuell moderiert sie die schwedische Version von Let’s Dance, Dancing with the Stars.
1998 vertrat sie Schweden als Miss World. 2004 wurde sie zur „Sexiest Frau Schwedens“ gekürt.

## Privates
Aus ihrer Beziehung mit dem Sportmoderator Johan Edlund hat sie Sohn Jack (* 2005). Almenäs ist mit dem norwegischen Springreiter und Sänger Tony André Hansen liiert, mit dem sie ebenfalls einen Sohn hat (Dylan, * 2009).